# Sitcom animata
Una sitcom animata o animated sitcom è una serie televisiva di genere situation comedy realizzata a cartoni animati invece che con attori in carne e ossa.

## Storia

### Anni 1960 e 1970
Nel 1960 debuttò la serie Gli antenati, seguita nel 1962 da una serie con caratteristiche simile, I pronipoti, con lo stesso stile di animazione e genere (infatti le due sono state prodotte dallo stesso studio di animazione, la Hanna-Barbera).
Le sitcom animate sono sempre state orientate agli adulti e sono più controverse dei cartoni animati tradizionali. Gli antenati, per esempio, era una serie originariamente destinato a un pubblico adulto, con una versione animata della serie televisiva The Honeymooners, anche se il cartone è divenuto popolare soprattutto con gli adolescenti. Negli anni 70, il cartone Aspettando il ritorno di papà, è stato spesso considerato un'influenza contemporanea della sitcom de I Griffin.

### Anni 1980 e 1990
Nel 1987 esordì all'interno del The Tracey Ullman Show la serie de I Simpson, trasmesso dalla Fox. La serie all'esterno del programma esordì due anni dopo con l'episodio "Un Natale da cani", il 17 dicembre 1989. Questa serie rimase l'unica del genere situation comedy orientata agli adulti fino alla fine degli anni 90 quando esordirono altre serie animate come King of the Hill, South Park, I Griffin e Futurama trasmesse sempre dalla Fox.

### Dagli anni 2000 ad oggi
Anche se molte sitcom animate sono durate solo pochi anni o meno di una stagione, le sitcom popolari come I Simpson, I Griffin, South Park e Futurama, che hanno debuttato prima dell'anno 2000, sono durate fino a lungo, alcune di queste infatti trasmettono nuovi episodi ancora nel 2017 (anche se Futurama finì nel 2013 e King of the Hill finì nel 2010).
Negli anni 2010 Netflix ha prodotto sitcom animate dedicate agli adulti come BoJack Horseman e F Is for Family. Il primo cartone ha ricevuto recensioni miste rivolte alla prima metà della prima stagione, ma dopo la terza stagione, secondo Rotten Tomatoes, la sitcom è stata descritta come "uno degli show televisivi più comici e spezzacuori di sempre". Il genere, negli ultimi tempi, si sta espandendo grazie alla continua produzione annuale di sitcom animate, prodotte per la maggior parte da Netflix, Fox e Adult Swim. Nel 2013 viene creato Rick e Morty, una serie che è riuscita, come I Griffin e Futurama, ad ottenere un crossover con I Simpson. La Cartoon Network Studios creò Lo straordinario mondo di Gumball, una serie con lo stile delle sitcom animate, ma destinata ai bambini. Nel 2018 Netflix e Matt Groening hanno creato Disincanto, una serie con lo stile de I Simpson e Futurama. La Marvel nel 2021 ha creato M.O.D.O.K..